# Cecilia Muñoz
Cecilia Muñoz (Detroit, 27 luglio 1962) è una politica, avvocata e attivista statunitense, Direttrice dell'Ufficio per gli Affari Governativi alla Casa Bianca dal 2009 al 2012.
Nel 2000 è stata insignita del Premio MacArthur per il suo impegno sull'immigrazione e i diritti civili.